# Horacio Zeballos
Horacio Zeballos, né le 27 avril 1985 à Mar del Plata, est un joueur de tennis argentin, professionnel depuis 2003.
Il a remporté un titre en simple. Son palmarès est bien plus important en double avec vingt-cinq titres dont les Internationaux de France et neuf Masters 1000. Il a également atteint trois finales de Grand Chelem avec Marcel Granollers.

## Carrière

### 2009
Fort d'une bonne première partie de saison avec trois titres Challenger remportés à Bucaramanga, Bogota et Manta, Zeballos intègre pour la première fois de sa carrière le top 100 mondial le 27 juillet 2009.
Il participe à son premier tournoi du Grand Chelem en simple lors de l'US Open et y écarte Michael Berrer avant de céder au second tour face à Tomáš Berdych.
Alors âgé de 24 ans, il se qualifie pour la première finale de sa carrière en simple d'un tournoi ATP, à Saint-Pétersbourg. Il y élimine, entre autres, Ernests Gulbis puis Igor Kunitsyn, mais s'incline de justesse face à l'Ukrainien Serhiy Stakhovsky.

### 2010
L'année 2010 est une année de consécration en double. En février, il atteint sa première finale ATP en double à Viña del Mar aux côtés de l'Italien Potito Starace puis il remporte son premier titre ATP en double, deux semaines plus tard, à Buenos Aires en faisant équipe avec une autre joueur italien, Simone Bolelli. Lors de l'US Open, il atteint les demi-finales avec son compatriote Eduardo Schwank. La même année, il est sélectionné pour la première fois dans l'équipe d'Argentine lors du premier tour de la Coupe Davis, rencontre durant laquelle il remporte le double avec David Nalbandian face à la Suède, avant de participer également à la victoire de son pays contre la Russie en quart de finale, là encore en remportant le double. En revanche, il s'incline en demi-finale face à la France, à la fois lors du double et lors d'un match de simple sans enjeu. En mai 2010, il intègre aussi l'équipe argentine de World Team Cup, avec laquelle il remporte le titre, en battant notamment l'Américain Robby Ginepri lors de la finale.

### 2011
En 2011, il est finaliste, en simple, au BNP Paribas Primrose Bordeaux et il remporte son deuxième titre ATP, en double, à l'Open de Munich avec son compatriote Sebastián Prieto.

### 2013
Son plus haut fait d'armes est, à ce jour, sa victoire sur Rafael Nadal (alors 5e mondial) en finale de l'Open du Chili en 2013, dans un match intense de 2 h 46 face à l'Espagnol, qui effectuait son grand retour sur le circuit ATP après plus de 7 mois d'absence. Horacio Zeballos remporte ainsi son premier titre ATP en simple. À l'exception de Andy Murray, Roger Federer et Novak Djokovic, les trois autres plus grands tennismen de l'Histoire, il est l'un des très rares joueurs à avoir infligé à Rafael Nadal une défaite en finale d'un tournoi ATP sur terre battue. La même année, il signe son retour dans l'équipe de Coupe Davis, remportant le double lors du premier tour face à l'Allemagne.
Il a remporté 15 tournois Challenger en simple et 34 tournois Challenger en double.

## Palmarès

### Titre en simple messieurs
| No | Date       | Nom et lieu du tournoi              | Catégorie | Dotation  | Surface      | Finaliste    | Score           |          |
| -- | ---------- | ----------------------------------- | --------- | --------- | ------------ | ------------ | --------------- | -------- |
| 1  | 04-02-2013 | VTR Open by Cachantun, Viña del Mar | ATP 250   | 410 200 $ | Terre (ext.) | Rafael Nadal | 62-7, 7-66, 6-4 | Parcours |

### Finale en simple messieurs
| No | Date       | Nom et lieu du tournoi                 | Catégorie | Dotation  | Surface    | Vainqueur         | Score           |          |
| -- | ---------- | -------------------------------------- | --------- | --------- | ---------- | ----------------- | --------------- | -------- |
| 1  | 26-10-2009 | St. Petersburg Open, Saint-Pétersbourg | ATP 250   | 663 750 $ | Dur (int.) | Serhiy Stakhovsky | 2-6, 7-68, 7-67 | Parcours |

### Titres en double messieurs
| No | Date       | Nom et lieu du tournoi                                       | Catégorie    | Dotation    | Surface      | Partenaire        | Finalistes                           | Score              |          |
| -- | ---------- | ------------------------------------------------------------ | ------------ | ----------- | ------------ | ----------------- | ------------------------------------ | ------------------ | -------- |
| 1  | 15-02-2010 | Copa Telmex Buenos Aires                                     | ATP 250      | 475 300 $   | Terre (ext.) | Sebastián Prieto  | Simon Greul Peter Luczak             | 7-6, 6-3           | Parcours |
| 2  | 25-04-2011 | BMW Open by FWU Takaful Munich                               | ATP 250      | 398 250 €   | Terre (ext.) | Simone Bolelli    | Andreas Beck Christopher Kas         | 7-63, 6-4          | Parcours |
| 3  | 22-02-2016 | Brasil Open São Paulo                                        | ATP 250      | 436 220 $   | Terre (ext.) | Julio Peralta     | Pablo Carreño-Busta David Marrero    | 4-6, 6-1, [10-5]   | Parcours |
| 4  | 18-07-2016 | J. Safra Sarasin Swiss Open Gstaad Gstaad                    | ATP 250      | 463 520 €   | Terre (ext.) | Julio Peralta     | Mate Pavić Michael Venus             | 7-62, 6-2          | Parcours |
| 5  | 01-08-2016 | BB&T Atlanta Open Atlanta                                    | ATP 250      | 618 030 $   | Dur (ext.)   | Andrés Molteni    | Johan Brunström Andreas Siljeström   | 7-62, 6-4          | Parcours |
| 6  | 19-09-2016 | Moselle Open Metz                                            | ATP 250      | 463 520 €   | Dur (int.)   | Julio Peralta     | Mate Pavić Michael Venus             | 6-3, 7-64          | Parcours |
| 7  | 10-04-2017 | Fayez Sarofim & Co. US Men's Clay Court Championship Houston | ATP 250      | 535 625 $   | Terre (ext.) | Julio Peralta     | Dustin Brown Frances Tiafoe          | 4-6, 7-5, [10-6]   | Parcours |
| 8  | 12-02-2018 | Argentina Open Buenos Aires                                  | ATP 250      | 568 190 $   | Terre (ext.) | Andrés Molteni    | Juan Sebastián Cabal Robert Farah    | 6-3, 5-7, [10-3]   | Parcours |
| 9  | 16-07-2018 | Skistar Swedish Open Båstad                                  | ATP 250      | 501 345 €   | Terre (ext.) | Julio Peralta     | Simone Bolelli Fabio Fognini         | 6-3, 6-4           | Parcours |
| 10 | 23-07-2018 | German Tennis Championships Hambourg                         | ATP 500      | 1 619 935 € | Terre (ext.) | Julio Peralta     | Oliver Marach Mate Pavić             | 6-1, 4-6, [10-6]   | Parcours |
| 11 | 11-02-2019 | Argentina Open Buenos Aires                                  | ATP 250      | 590 745 $   | Terre (ext.) | Máximo González   | Diego Schwartzman Dominic Thiem      | 6-1, 6-1           | Parcours |
| 12 | 07-03-2019 | BNP Paribas Open Indian Wells                                | Masters 1000 | 8 359 455 $ | Dur (ext.)   | Nikola Mektić     | Łukasz Kubot Marcelo Melo            | 4-6, 6-4, [10-3]   | Parcours |
| 13 | 05-08-2019 | Coupe Rogers présentée par Banque Nationale Montréal         | Masters 1000 | 5 701 945 $ | Dur (ext.)   | Marcel Granollers | Robin Haase Wesley Koolhof           | 7-5, 7-5           | Parcours |
| 14 | 10-02-2020 | Argentina Open Buenos Aires                                  | ATP 250      | 546 355 $   | Terre (ext.) | Marcel Granollers | Guillermo Durán Juan Ignacio Londero | 6-4, 5-7, [18-16]  | Parcours |
| 15 | 17-02-2020 | Rio Open by Claro Rio de Janeiro                             | ATP 500      | 1 759 905 $ | Terre (ext.) | Marcel Granollers | Salvatore Caruso Federico Gaio       | 6-4, 5-7, [10-7]   | Parcours |
| 16 | 14-09-2020 | Internazionali BNL d'Italia Rome                             | Masters 1000 | 3 465 045 € | Terre (ext.) | Marcel Granollers | Jérémy Chardy Fabrice Martin         | 6-4, 5-7, [10-8]   | Parcours |
| 17 | 02-05-2021 | Mutua Madrid Open Madrid                                     | Masters 1000 | 2 614 465 € | Terre (ext.) | Marcel Granollers | Nikola Mektić Mate Pavić             | 1-6, 6-3, [10-8]   | Parcours |
| 18 | 15-08-2021 | Western & Southern Open Cincinnati                           | Masters 1000 | 3 028 140 $ | Dur (ext.)   | Marcel Granollers | Steve Johnson Austin Krajicek        | 7-65, 7-65         | Parcours |
| 19 | 13-06-2022 | Terra Wortmann Open Halle                                    | ATP 500      | 2 134 520 € | Gazon (ext.) | Marcel Granollers | Tim Pütz Michael Venus               | 6-4, 65-7, [14-12] | Parcours |
| 20 | 04-10-2023 | Rolex Shanghai Masters Shanghai                              | Masters 1000 | 8 800 000 $ | Dur (ext.)   | Marcel Granollers | Rohan Bopanna Matthew Ebden          | 5-7, 6-2, [10-7]   | Parcours |
| 21 | 08-05-2024 | Internazionali BNL d'Italia Rome                             | Masters 1000 | 7 877 020 € | Terre (ext.) | Marcel Granollers | Marcelo Arévalo Mate Pavić           | 6-2, 6-2           | Parcours |
| 22 | 06-08-2024 | Omnium Banque National présenté par Rogers Montréal          | Masters 1000 | 6 795 555 $ | Dur (ext.)   | Marcel Granollers | Rajeev Ram Joe Salisbury             | 6-2, 7-64          | Parcours |
| 23 | 31-03-2025 | Tiriac Open Bucarest                                         | ATP 250      | 596 035 €   | Terre (ext.) | Marcel Granollers | Jakob Schnaitter Mark Wallner        | 7-63, 6-4          | Parcours |
| 24 | 23-04-2025 | Mutua Madrid Open Madrid                                     | Masters 1000 | 8 055 385 € | Terre (ext.) | Marcel Granollers | Marcelo Arévalo Mate Pavić           | 6-4, 6-4           | Parcours |
| 25 | 25-05-2025 | Roland-Garros Paris                                          | G. Chelem    | NC €        | Terre (ext.) | Marcel Granollers | Joe Salisbury Neal Skupski           | 6-0, 56-7, 7-5     | Parcours |

### Finales en double messieurs
| No | Date       | Nom et lieu du tournoi                     | Catégorie    | Dotation     | Surface      | Vainqueurs                        | Partenaire        | Score               |          |
| -- | ---------- | ------------------------------------------ | ------------ | ------------ | ------------ | --------------------------------- | ----------------- | ------------------- | -------- |
| 1  | 01-02-2010 | Movistar Open Santiago                     | ATP 250      | 398 250 $    | Terre (ext.) | Łukasz Kubot Oliver Marach        | Potito Starace    | 6-4, 6-0            | Parcours |
| 2  | 23-09-2013 | Malaysian Open Kuala Lumpur                | ATP 250      | 875 500 $    | Dur (int.)   | Eric Butorac Raven Klaasen        | Pablo Cuevas      | 6-2, 6-4            | Parcours |
| 3  | 10-02-2014 | Copa Claro Buenos Aires                    | ATP 250      | 488 890 $    | Terre (ext.) | Marcel Granollers Marc López      | Pablo Cuevas      | 7-5, 6-4            | Parcours |
| 4  | 06-02-2017 | Ecuador Open Quito                         | ATP 250      | 482 060 $    | Terre (ext.) | James Cerretani Philipp Oswald    | Julio Peralta     | 6-3, 2-1 ab.        | Parcours |
| 5  | 20-08-2017 | Winston-Salem Open Winston-Salem           | ATP 250      | 664 825 $    | Dur (ext.)   | Jean-Julien Rojer Horia Tecău     | Julio Peralta     | 6-3, 6-4            | Parcours |
| 6  | 18-09-2017 | St. Petersburg Open Saint-Pétersbourg      | ATP 250      | 1 000 000 $  | Dur (int.)   | Roman Jebavý Matwé Middelkoop     | Julio Peralta     | 6-4, 6-4            | Parcours |
| 7  | 31-12-2017 | Brisbane International by Suncorp Brisbane | ATP 250      | 468 910 $    | Dur (ext.)   | Henri Kontinen John Peers         | Leonardo Mayer    | 3-6, 6-3, [10-2]    | Parcours |
| 8  | 04-02-2019 | Cordoba Open Córdoba                       | ATP 250      | 527 880 $    | Terre (ext.) | Roman Jebavý Andrés Molteni       | Máximo González   | 6-4, 7-64           | Parcours |
| 9  | 24-06-2019 | Nature Valley International Eastbourne     | ATP 250      | 684 080 €    | Gazon (ext.) | Juan Sebastián Cabal Robert Farah | Máximo González   | 3-6, 7-64, [10-6]   | Parcours |
| 10 | 15-07-2019 | Swedish Open Båstad                        | ATP 250      | 524 340 €    | Terre (ext.) | Sander Gillé Joran Vliegen        | Federico Delbonis | 65-7, 7-5, [10-5]   | Parcours |
| 11 | 26-08-2019 | US Open Flushing Meadows                   | G. Chelem    | 28 619 350 $ | Dur (ext.)   | Juan Sebastián Cabal Robert Farah | Marcel Granollers | 6-4, 7-5            | Parcours |
| 12 | 08-09-2020 | Generali Open Kitzbühel                    | ATP 250      | 542 695 €    | Terre (ext.) | Austin Krajicek Franko Škugor     | Marcel Granollers | 7-65, 7-5           | Parcours |
| 13 | 15-03-2021 | Abierto Mexicano Telcel por HSBC Acapulco  | ATP 500      | 1 204 960 $  | Dur (ext.)   | Ken Skupski Neal Skupski          | Marcel Granollers | 7-63, 6-4           | Parcours |
| 14 | 28-06-2021 | The Championships Wimbledon                | G. Chelem    | 17 066 000 £ | Gazon (ext.) | Nikola Mektić Mate Pavić          | Marcel Granollers | 6-4, 7-65, 2-6, 7-5 | Parcours |
| 15 | 07-02-2022 | Argentina Open Buenos Aires                | ATP 250      | 602 250 $    | Terre (ext.) | Santiago González Andrés Molteni  | Fabio Fognini     | 6-1, 6-1            | Parcours |
| 16 | 21-05-2023 | Gonet Geneva Open Genève                   | ATP 250      | 562 815 €    | Terre (ext.) | Jamie Murray Michael Venus        | Marcel Granollers | 7-66, 7-63          | Parcours |
| 17 | 03-07-2023 | The Championships Wimbledon                | G. Chelem    | 20 747 000 £ | Gazon (ext.) | Wesley Koolhof Neal Skupski       | Marcel Granollers | 6-4, 6-4            | Parcours |
| 18 | 12-11-2023 | Nitto ATP Finals Turin                     | Masters      | 15 000 000 $ | Dur (int.)   | Rajeev Ram Joe Salisbury          | Marcel Granollers | 6-3, 6-4            | Parcours |
| 19 | 08-01-2024 | ASB Classic Auckland                       | ATP 250      | 661 585 $    | Dur (ext.)   | Wesley Koolhof Nikola Mektić      | Marcel Granollers | 6-3, 65-7, [10-7]   | Parcours |
| 20 | 12-02-2024 | IEB+ Argentina Open Buenos Aires           | ATP 250      | 642 615 $    | Terre (ext.) | Simone Bolelli Andrea Vavassori   | Marcel Granollers | 6-2, 7-66           | Parcours |
| 21 | 06-03-2024 | BNP Paribas Open Indian Wells              | Masters 1000 | 9 495 555 $  | Dur (ext.)   | Wesley Koolhof Nikola Mektić      | Marcel Granollers | 7-62, 7-64          | Parcours |

## Parcours dans les tournois duGrand Chelem

### En simple
| Année | Open d'Australie | Open d'Australie | Internationaux de France | Internationaux de France | Wimbledon       | Wimbledon        | US Open         | US Open          |
| ----- | ---------------- | ---------------- | ------------------------ | ------------------------ | --------------- | ---------------- | --------------- | ---------------- |
| 2009  | —                | —                | —                        | —                        | —               | —                | 2e tour (1/32)  | Tomáš Berdych    |
| 2010  | 1er tour (1/64)  | P. Kohlschreiber | 2e tour (1/32)           | Rafael Nadal             | 1er tour (1/64) | Lu Yen-hsun      | 1er tour (1/64) | Igor Andreev     |
| 2011  | —                | —                | —                        | —                        | —               | —                | 1er tour (1/64) | Fabio Fognini    |
| 2012  | —                | —                | 2e tour (1/32)           | Kevin Anderson           | —               | —                | —               | —                |
| 2013  | 1er tour (1/64)  | Andreas Seppi    | 2e tour (1/32)           | S. Wawrinka              | 1er tour (1/64) | Santiago Giraldo | 1er tour (1/64) | Adrian Mannarino |
| 2014  | 1er tour (1/64)  | M. Przysiężny    | —                        | —                        | —               | —                | —               | —                |
| 2015  | —                | —                | —                        | —                        | 1er tour (1/64) | David Goffin     | —               | —                |
| 2016  | —                | —                | 1er tour (1/64)          | A. Ramos-Viñolas         | 1er tour (1/64) | Mikhail Youzhny  | 2e tour (1/32)  | Nick Kyrgios     |
| 2017  | 1er tour (1/64)  | Ivo Karlović     | 1/8 de finale            | Dominic Thiem            | 1er tour (1/64) | Paolo Lorenzi    | 1er tour (1/64) | Chung Hyeon      |
| 2018  | 1er tour (1/64)  | Fabio Fognini    | 2e tour (1/32)           | John Isner               | 2e tour (1/32)  | Novak Djokovic   | —               | —                |

N.B. : à droite du résultat se trouve le nom de l'ultime adversaire.

### En double messieurs
| Année | Open d'Australie                                                                      | Open d'Australie                                                                          | Internationaux de France                                                             | Internationaux de France                                                             | Wimbledon                                                                              | Wimbledon                                                                              | US Open                                                                               | US Open |
| ----- | ------------------------------------------------------------------------------------- | ----------------------------------------------------------------------------------------- | ------------------------------------------------------------------------------------ | ------------------------------------------------------------------------------------ | -------------------------------------------------------------------------------------- | -------------------------------------------------------------------------------------- | ------------------------------------------------------------------------------------- | ------- |
| 2009  | —                                                                                     | —                                                                                         | 1er tour (1/32) L. Arnold Ker \|\| style="text-align:left;" \| D. Nestor N. Zimonjić | —                                                                                    | —                                                                                      | —                                                                                      | —                                                                                     |         |
| 2010  | 1/8 de finale L. Mayer \|\| style="text-align:left;" \| Eric Butorac Rajeev Ram       | 2e tour (1/16) L. Mayer \|\| style="text-align:left;" \| Łukasz Kubot Oliver Marach       | 2e tour (1/16) L. Mayer \|\| style="text-align:left;" \| J. I. Chela E. Schwank      | 1/2 finale E. Schwank \|\| style="text-align:left;" \| R. Bopanna A.-U.-H. Qureshi   |                                                                                        |                                                                                        |                                                                                       |         |
| 2011  | —                                                                                     | —                                                                                         | —                                                                                    | —                                                                                    | —                                                                                      | —                                                                                      | 2e tour (1/16) J. Knowle \|\| style="text-align:left;" \| M. Fyrstenberg M. Matkowski |         |
| 2012  | —                                                                                     | —                                                                                         | 1/4 de finale O. Marach \|\| style="text-align:left;" \| Bob Bryan Mike Bryan        | —                                                                                    | —                                                                                      | 1er tour (1/32) D. Bracciali \|\| style="text-align:left;" \| R. Lindstedt Horia Tecău |                                                                                       |         |
| 2013  | 1er tour (1/32) O. Marach \|\| style="text-align:left;" \| Bob Bryan Mike Bryan       | 1/2 finale P. Cuevas \|\| style="text-align:left;" \| M. Llodra N. Mahut                  | 2e tour (1/16) E. Schwank \|\| style="text-align:left;" \| R. Lindstedt D. Nestor    | 1/8 de finale P. Cuevas \|\| style="text-align:left;" \| A. Peya Bruno Soares        |                                                                                        |                                                                                        |                                                                                       |         |
| 2014  | 1er tour (1/32) N. Monroe \|\| style="text-align:left;" \| Max Mirnyi M. Youzhny      | 2e tour (1/16) P. Cuevas \|\| style="text-align:left;" \| Jack Sock João Sousa            | —                                                                                    | —                                                                                    | 1er tour (1/32) P. Cuevas \|\| style="text-align:left;" \| C. Berlocq L. Mayer         |                                                                                        |                                                                                       |         |
| 2015  | 2e tour (1/16) D. Schwartzman \|\| style="text-align:left;" \| D. Inglot F. Mergea    | 1er tour (1/32) Rajeev Ram \|\| style="text-align:left;" \| Pablo Cuevas David Marrero    | —                                                                                    | —                                                                                    | 1er tour (1/32) H. Kontinen \|\| style="text-align:left;" \| Sam Groth L. Hewitt       |                                                                                        |                                                                                       |         |
| 2016  | —                                                                                     | —                                                                                         | 1er tour (1/32) Guido Pella \|\| style="text-align:left;" \| J.-J. Rojer Horia Tecău | 1er tour (1/32) Guido Pella \|\| style="text-align:left;" \| G. Durán M. González    | 1er tour (1/32) J. Peralta \|\| style="text-align:left;" \| Mate Pavić Michael Venus   |                                                                                        |                                                                                       |         |
| 2017  | 1er tour (1/32) J. Peralta \|\| style="text-align:left;" \| W. Koolhof M. Middelkoop  | 1/4 de finale J. Peralta \|\| style="text-align:left;" \| J. S. Cabal Robert Farah        | 2e tour (1/16) J. Peralta \|\| style="text-align:left;" \| N. Mektić F. Škugor       | 2e tour (1/16) J. Peralta \|\| style="text-align:left;" \| J. S. Cabal L. Mayer      |                                                                                        |                                                                                        |                                                                                       |         |
| 2018  | 1er tour (1/32) Pablo Cuevas \|\| style="text-align:left;" \| J. Chardy F. Martin     | 2e tour (1/16) J. Peralta \|\| style="text-align:left;" \| C. Hemery S. Robert            | 2e tour (1/16) J. Peralta \|\| style="text-align:left;" \| Divij Sharan Artem Sitak  | 2e tour (1/16) J. Peralta \|\| style="text-align:left;" \| A. Krajicek T. Sandgren   |                                                                                        |                                                                                        |                                                                                       |         |
| 2019  | 1/4 de finale Łukasz Kubot \|\| style="text-align:left;" \| Ryan Harrison Sam Querrey | 1er tour (1/32) M. González \|\| style="text-align:left;" \| D. Molchanov Igor Zelenay    | 1/8 de finale M. González \|\| style="text-align:left;" \| J.-J. Rojer Horia Tecău   | Finale M. Granollers                                                                 | J. S. Cabal Robert Farah                                                               |                                                                                        |                                                                                       |         |
| 2020  | 1/8 de finale M. Granollers \|\| style="text-align:left;" \| Rajeev Ram Joe Salisbury | 1/8 de finale M. Granollers \|\| style="text-align:left;" \| Jamie Murray Neal Skupski    | Annulé                                                                               | Annulé                                                                               | 1er tour (1/16) M. Granollers \|\| style="text-align:left;" \| Mate Pavić Bruno Soares |                                                                                        |                                                                                       |         |
| 2021  | 1er tour (1/32) M. Granollers \|\| style="text-align:left;" \| N. Monroe F. Tiafoe    | 2e tour (1/16) M. Granollers \|\| style="text-align:left;" \| Tomislav Brkić Nikola Čačić | Finale M. Granollers                                                                 | N. Mektić Mate Pavić                                                                 | 1/4 de finale M. Granollers \|\| style="text-align:left;" \| J. Murray B. Soares       |                                                                                        |                                                                                       |         |
| 2022  | 1/2 finale M. Granollers \|\| style="text-align:left;" \| T. Kokkinakis N. Kyrgios    | 1/2 finale M. Granollers \|\| style="text-align:left;" \| Ivan Dodig A. Krajicek          | —                                                                                    | —                                                                                    | 1er tour (1/32) M. Granollers \|\| style="text-align:left;" \| M. Demoliner João Sousa |                                                                                        |                                                                                       |         |
| 2023  | 1/2 finale M. Granollers \|\| style="text-align:left;" \| R. Hijikata J. Kubler       | 1/2 finale M. Granollers \|\| style="text-align:left;" \| Ivan Dodig A. Krajicek          | Finale M. Granollers                                                                 | W. Koolhof N. Skupski                                                                | 1/8 de finale M. Granollers \|\| style="text-align:left;" \| P.-H. Herbert N. Mahut    |                                                                                        |                                                                                       |         |
| 2024  | 1/8 de finale M. Granollers \|\| style="text-align:left;" \| Y. Hanfmann D. Köpfer    | 1/2 finale M. Granollers \|\| style="text-align:left;" \| M. Arévalo M. Pavić             | 1/2 finale M. Granollers \|\| style="text-align:left;" \| Max Purcell J. Thompson    | 1/4 de finale M. Granollers \|\| style="text-align:left;" \| Max Purcell J. Thompson |                                                                                        |                                                                                        |                                                                                       |         |
| 2025  | —                                                                                     | —                                                                                         | Victoire M. Granollers                                                               | J. Salisbury N. Skupski                                                              |                                                                                        |                                                                                        |                                                                                       |         |

N.B. : le nom du partenaire se trouve sous le résultat ; le nom des ultimes adversaires se trouve à droite.

## Participation auMasters

### En double
| Année | Ville   | Surface    | Partenaire        | Résultats | Résultat final    |
| ----- | ------- | ---------- | ----------------- | --------- | ----------------- |
| 2020  | Londres | Dur (int.) | Marcel Granollers | 2v, 2d    | Demi-finaliste    |
| 2021  | Turin   | Dur (int.) | Marcel Granollers | 2v, 2d    | Demi-finaliste    |
| 2022  | Turin   | Dur (int.) | Marcel Granollers | 0v, 3d    | Éliminé en poules |
| 2023  | Turin   | Dur (int.) | Marcel Granollers | 4v, 1d    | Finaliste         |
| 2024  | Turin   | Dur (int.) | Marcel Granollers | 0v, 3d    | Éliminé en poules |

## Parcours dans lesMasters 1000

### En simple
| Année | Indian Wells        | Miami                   | Monte-Carlo          | Rome                 | Madrid             | Canada | Cincinnati             | Shanghai | Paris |
| ----- | ------------------- | ----------------------- | -------------------- | -------------------- | ------------------ | ------ | ---------------------- | -------- | ----- |
| 2010  | 1er tour R. Mello   | 3e tour T. Berdych      | 1er tour T. Robredo  | 1er tour John Isner  | —                  | —      | 1er tour Kohlschreiber | —        | —     |
|       |                     |                         |                      |                      |                    |        |                        |          |       |
| 2013  | 1er tour A. Ramos   | 2e tour K. Anderson     | 1er tour Marin Čilić | 1er tour F. Verdasco | 1er tour J. Chardy | —      | —                      | —        | —     |
| 2014  | 2e tour F. Verdasco | 2e tour K. Anderson     | —                    | —                    | —                  | —      | —                      | —        | —     |
|       |                     |                         |                      |                      |                    |        |                        |          |       |
| 2016  | —                   | 1/8 de finale D. Goffin | —                    | —                    | —                  | —      | —                      | —        | —     |
| 2017  | 2e tour N. Kyrgios  | 2e tour S. Wawrinka     | —                    | —                    | —                  | —      | —                      | —        | —     |
| 2018  | 2e tour P. Carreño  | 1er tour D. Lajović     | —                    | —                    | —                  | —      | —                      | —        | —     |

N.B. : sous le résultat se trouve le nom de l’ultime adversaire.

## Victoires sur le top 10
Toutes ses victoires sur des joueurs classés dans le top 10 de l'ATP lors de la rencontre.
| Légende      |
| Grand Chelem |
| Masters 1000 |
| ATP 500      |
| ATP 250      |

| # | H.Z.  | Tournoi      | Année | Surface      | Adversaire   | Rang | Tour   | Score           |
| - | ----- | ------------ | ----- | ------------ | ------------ | ---- | ------ | --------------- |
| 1 | no 73 | Viña del Mar | 2013  | Terre battue | Rafael Nadal | no 5 | Finale | 62-7, 7-66, 6-4 |

## Classements ATP en fin de saison
| Année          | 2003 | 2004 | 2005 | 2006 | 2007 | 2008 | 2009 | 2010 | 2011 | 2012 | 2013 | 2014 | 2015 | 2016 | 2017 | 2018 | 2019 | 2020 | 2021 | 2022 | 2023 | 2024 |
| Rang en simple | 1203 | 687  | 524  | 264  | 254  | 209  | 45   | 110  | 109  | 84   | 56   | 123  | 124  | 71   | 66   | 181  | –    | –    | –    | –    | –    | –    |
| Rang en double | 1376 | 778  | 364  | 228  | 82   | 152  | 79   | 33   | 88   | 63   | 40   | 79   | 72   | 45   | 38   | 29   | 4    | 3    | 6    | 14   | 5    | 4    |

Source : (en) Classements de Horacio Zeballos sur le site officiel de la Fédération internationale de tennis